# 사와자키 료타
사와자키 료타(일본어: 澤崎 凌大, 2002년 3월 21일~)는 일본의 축구 선수이다.

## 구단 경력
그는 2024년 J3리그의 FC 오사카에 입단했다.